# Wieża Dürrenbühl

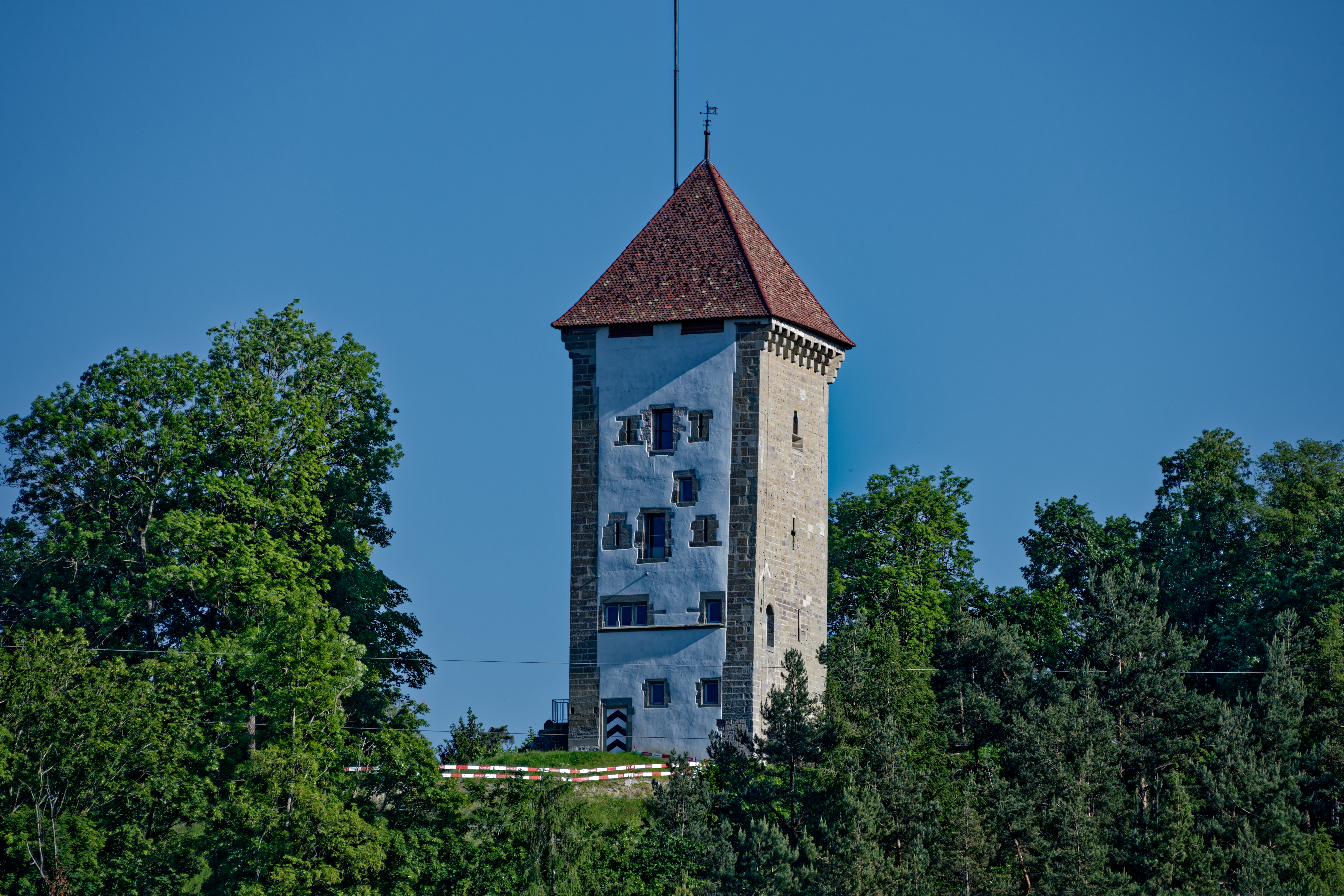
Wieża Dürrenbühl

Wieża Dürrenbühl (fr. La Tour de Dürrenbühl, niem Dürrenbühlturm) – średniowieczna baszta, jeden z wielu zachowanych fragmentów miejskiego systemu obronnego Fryburga w Szwajcarii. Nazwa z jęz. niemieckiego: dürrenbühl = suche wzgórze.

## Położenie
Wieża (baszta) Dürrenbühl znajduje się we wschodniej części starego miasta, na prawym brzegu Sarine, na wysokim (637 m n.p.m.) wzgórzu w widłach wspomnianej Sarine i jej dopływu, potoku Gottéron (niem. Galterenbach). Wznosi się blisko 100 m ponad poziom obu cieków wodnych. Stanowiła centralną część reduty obronnej, strzegącej miasto od wschodu.

## Historia
Wieżę Dürrenbühl, wraz z sąsiadującą z nią, nieistniejącą już Bramą Dürrenbühl, wzniesiono w celu zamknięcia przejścia pomiędzy Gottéron i Sarine. Budowę 4-kondygnacyjnej wieży rozpoczęto około 1370 roku. W latach 1398-1406 podwyższono ją o jedną kondygnację i wyposażono w machikuły. Prace te wykonał mistrz murarski Jean Lottiez, zwany de St-Claude. Pierwotnie otwarta od strony miasta, została później zamurowana i nakryta piramidalnym dachem. W latach 1620–1630 rozebrano dach i piątą kondygnację. W latach 1838-1841 rozebrano przyległy fragment murów obronnych w związku z budową drogi wiodącej z południa, od strony Bourguillon, do nowego mostu Gottéron. Restaurowana w 1925 r.

## Charakterystyka
Wieża czworoboczna na planie kwadratu. Murowana z kamienia. Ściany nieotynkowane, z nielicznymi strzelnicami, jedynie ściana domurowana jest otynkowana i wyposażona również w okna. Obecnie pięciokondygnacyjna, ma wysokość 26 m. Nakryta dachem czterospadowym, krytym dachówką. Pod okapem dachu z trzech stron widoczne machikuły.